# Bernhard von Gudden

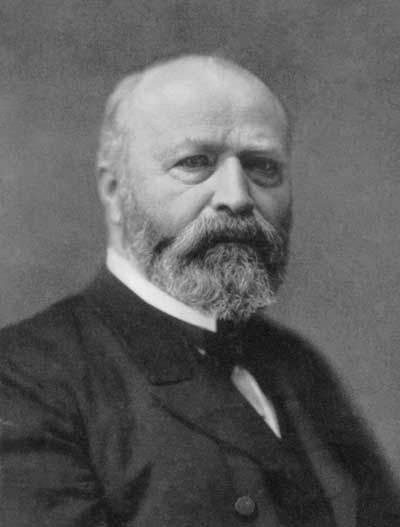
Bernhard von Gudden.

Johann Bernhard Aloys von Gudden, före adlandet 1875 Gudden, född 7 juni 1824 i Kleve, död 13 juni 1886 nära slottet Berg i Bayern, var en tysk läkare.
Gudden blev 1869 professor i psykiatri i Zürich och 1872 i München. Han dog under oklara omständigheter genom drunkning i Starnbergsjön tillsammans med sin mentalsjuke patient, kung Ludvig II av Bayern. Gudden var en av sin tids främsta psykiatrer och hade stor betydelse för kunskapsutvecklingen beträffande hjärnans anatomi och fysiologi. Hans samlade skrifter utgavs 1889 av hans måg och efterträdare Hubert von Grashey.